# Улемозавры
Улемозавры (лат. Ulemosaurus, назван в честь речки Улема, неподалёку от которой были впервые обнаружены остатки, принадлежащие роду) — род растительноядных синапсид из инфраотряда тапиноцефалов, выделенный в монотипическое семейство Ulemosauridae. Обитали в «среднепермскую» эпоху (268,0—252,3 млн лет назад) в Приуралье. Род описан А. Н. Рябининым в 1938 году по ископаемым остаткам, найденным около села Ишеево в Татарстане. В 1980-х годах считался видом африканского рода мосхопс. Тем не менее, улемозавры — более примитивные тапиноцефалы. Типовой вид рода — Ulemosaurus svijagensis.

## Описание
Череп высокий, верхние края глазниц утолщены и бугристы, длина черепа свыше 40 см. Височная впадина узкая. Передние зубы (резцы) мощные, уменьшаются кзади. На зубах сильно развит уступ («пятка»), зубы могут плотно смыкаться. Сохраняются небольшие клыки, почти неотличимые от других зубов. Предполагается, что зубная система была приспособлена к перетиранию растительного материала, но перетирание осуществлялось передними зубами, а не задними, как у большинства растительноядных позвоночных.
Улемозавры (и все прочие тапиноцефалы) могли питаться мёртвыми гниющими стволами каламитов и других растений. Передние ноги длиннее и массивнее задних, голова высоко приподнята над землёй (как и у всех тапиноцефалов). Плечевой пояс заметно массивнее, чем у мосхопса, плечевая кость длиннее. Общая длина животного могла быть до 4 метров.
Описан (по фрагментам) ещё один вид — Ulemosaurus gigas. Он известен по отдельному резцу из Ключевского рудника (Башкирия) и частичному черепу из местонахождения Озерки (Оренбургская область). Судя по всему, кроме более крупных размеров, отличался от типового вида более длинной мордой.